# Abdulaziz Demircan
Abdulaziz Demircan (Diyarbakır, 5 februari 1991) is een Turks voetballer van Koerdische afkomst, die als doelman speelt. Hij tekende in augustus 2021 voor Tarsus Idman Yurdu, uitkomend in de TFF 2. Lig.

## Carrière
Demircan startte zijn carrière bij Diyarbakır BB in zijn geboorteplaats in 2010 in de 3. Lig, waarna hij direct uitgeleend werd aan stadsrivaal Diyarbakır Kayapınar Belediyespor, eveneens uitkomend in de 3. Lig. Zonder een wedstrijd gespeeld te hebben keert Demircan een jaar later weer terug. In 2012 werd hij gecontracteerd door Karabükspor, uitkomend in de Süper Lig. Daar moest hij vaak de Nederlander Boy Waterman voor zich dulden. Hij degradeerde met Karabükspor uit de Süper Lig. Demircan bleef echter wel actief in de hoogste Turkse divisie, omdat hij zich op 13 juli 2015 aan promovendus Kayserispor verbond. Na één seizoen en slechts zes wedstrijden in de hoofdmacht van Kayserispor, vertrok hij naar Konyaspor, waar hij maar één wedstrijd speelde. In 2018 kwam hij kortstondig uit voor het Zweedse Dalkurd FF. Hij werd daar uiteindelijk ontslagen voor het delen van een afbeelding van de Turkse vlag, Mustafa Kemal Atatürk en het getal 1919, wat een verwijzing kon zijn naar de Turkse Onafhankelijkheidsoorlog. Dit wekte de woede van de Dalkurdfans, wat zijn ontslag inleidde. Demircan claimde gehackt te zijn. Hierna werd hij gecontracteerd door Osmanlıspor. Tussen 2019 en 2020 kwam Demircan uit voor Amed SK. In augustus 2020 tekende hij een tweejarig contract bij Hekimoğlu Trabzon. In augustus 2021 vertrok Demircan naar Tarsus Idman Yurdu.